# أندي وايت (لاعب كرة قدم)
أندي وايت (بالإنجليزية: Andy White)‏ (6 نوفمبر 1981 في المملكة المتحدة - ) هو لاعب كرة قدم بريطاني في مركز الهجوم. لعب مع نادي بيرتن ألبيون ونادي كرو ألكساندرا ونوتس كاونتي وستافورد رينجرز ووركشوب تاون ‏ وAlfreton Town F.C. ‏ ونادي كيدرمينستر هاريرز لكرة القدم ونادي مانسفيلد تاون ونادي بوسطن يونايتد.

## وصلات خارجية
- أندي وايت على موقع قاعدة بيانات كرة القدم.إي يو (الإنجليزية)